# Жлездани епител
Жлездани епител је врста епителског ткива изграђеног од истоврсних, жлезданих ћелија. Жлездане (секреторне) ћелије образују једнослојне епителе који могу водити порекло од ектодерма или ендодерма. Жлездани епители заједно са градивним елементима других ткива образују жлезде.